# 970'erne
Århundreder: 9. århundrede – 10. århundrede – 11. århundrede
Årtier: 920'erne 930'erne 940'erne 950'erne 960'erne – 970'erne – 980'erne 990'erne 1000'erne 1010'erne 1020'erne
År: 970 971 972 973 974 975 976 977 978 979